# Downesia maculaticeps
Downesia maculaticeps es una especie de insecto coleóptero de la familia Chrysomelidae.
Fue descrita científicamente en 1924 por Maurice Pic.